# Ceratoglanis
Ceratoglanis is een geslacht van straalvinnige vissen uit de familie van de echte meervallen (Siluridae).

## Soorten
- Ceratoglanis pachynema Ng, 1999
- Ceratoglanis scleronema (Bleeker, 1862)